# 阙道隆
阙道隆（1928年—2009年6月11日），男，湖南桃源人，中华人民共和国政治人物。曾任中国青年出版社总编辑。新中国60年百名优秀出版人物。